# Ischnocolinopsis
Ischnocolinopsis es un género de tarántula fósil. Ha sido incluida en Ischnocolinae, aunque esta subfamilia se redujo drásticamente en tamaño en 2014. Es monotípica, siendo la única especie Ischnocolinopsis acutus. Proviene del período Mioceno y de la República Dominicana. Fue encontrada en ámbar dominicano.

## Descripción
Ischnocolinopsis tiene un cefalotórax mucho más largo que ancho y una fóvea transversal. El émbolo es corto y puntiagudo.